# برایان اوویدو
برایان خوزوئه اوویدو خیمینز (اسپانیایی: Bryan Josué Oviedo Jiménez‎؛ زادهٔ ۱۸ فوریهٔ ۱۹۹۰) بازیکن فوتبال اهل کاستاریکا است.
از باشگاه‌هایی که در آن بازی کرده‌است می‌توان به کپنهاگن، نورشلان، اورتون و ساندرلند اشاره کرد.
وی همچنین در تیم ملی فوتبال کاستاریکا بازی کرده‌است.